# Castello di Clifden
Il castello di Clifden (in inglese: Clifden Castle) è un castello in rovina costruito all'inizio del XIX secolo e situato ad ovest di Clifden, nel Connemara.
Di stile neogotico, fu commissionato intorno al 1815 da John D'Arcy, il proprietario terriero locale, e fu terminato nel 1818. Disabitato dal 1894, nel 1935 la proprietà passò ad un gruppo di inquilini, che avrebbero dovuto possederla congiuntamente, e cadde presto in rovina.